# Leone 2000
Leone 2000 è un album del 2000 di Leone Di Lernia.

## Tracce
1. L'oratore
2. Passami la palla
3. Ho preso zero
4. Il mulo e la mula
5. Tu non me ne frec
6. La sciura lina
7. Ce dici te
8. Mamma mia
9. Nero ce n'è
10. Patente scaduta